# Mercedes-Benz W208
La Mercedes-Benz W208 è la sigla non ufficiale di un'autovettura di fascia medio-alta prodotta dalla casa automobilistica tedesca Mercedes-Benz dal 1997 al 2003, corrispondente alla prima generazione della cosiddetta Classe CLK.

## Storia e profilo
Effettivamente, la sigla W208 è una sigla generica che non è mai stata adottata ufficialmente dalla Casa tedesca. Solitamente, invece, si usa la sigla C208 per riferirsi alla coupé, mentre si usa la sigla A208 per riferirsi alla versione cabriolet.
La sigla W208 è usata invece per riferirsi all'intera serie 208 della Classe CLK, e cioè  alla prima delle due serie di CLK prodotte, comprendendo sia la coupé sia la cabriolet.

### Genesi
I primi studi riguardanti i modelli che avrebbero dovuto sostituire la coupé C124 e la cabriolet A124 si ebbero nel 1993, anno in cui venne presentato il prototipo 500CE, una coupé basata sul pianale accorciato della serie 124, ma con una morbida carrozzeria che anticipava in tutto e per tutto il modello definitivo.
Apparve chiara la possibilità che la nuova coupé avrebbe potuto essere basata sui nuovi stilemi proposti (doppi fari tondi e linee più morbide e moderne), mentre secondo alcuni il pianale avrebbe dovuto essere quello dell'erede della serie 124, ossia la Classe E W210. Il lancio di quest'ultima tese a confermare il nuovo corso stilistico Mercedes-Benz, ma anche i tratti stilistici che avrebbero caratterizzato la nuova coupé e la nuova cabriolet da essa derivata. Rimase da ufficializzare la base meccanica adottata dalle nuove versioni sportiveggianti di fascia medio-alta: questi dubbi vennero sciolti solo qualche mese prima del lancio della coupé, il quale, stando ai programmi della Casa di Stoccarda, sarebbe avvenuto per primo, seguito più avanti da quello della versione scoperta. Venne annunciato che i due nuovi modelli non avrebbero condiviso il pianale della W210, in listino già da due anni, bensì quello della più compatta Classe C W202.

### Debutto
Come già sottolineato, il primo dei due modelli a debuttare fu la versione coupé: esso venne presentato al Salone dell'automobile di Detroit del 1997. Le reazioni furono di entusiasmo collettivo, ma anche di curiosità ed interesse destati dalla rivoluzione stilistica cui la nuova C208 (questa la sigla di progetto) fu sottoposta. La sigla commerciale del modello era CLK, che stava per "coupé leicht kurz" (in tedesco, "coupé leggero a passo corto").

#### Linea ed interni
La CLK coupé destinata a sostituire il modello C124 era caratterizzata da linee molto dinamiche e sinuose che nulla avevano a che spartire con quelle del modello precedente, decisamente più classico ed austero, anche se assai gradito a suo tempo dalla clientela. Secondo i dettami stilistici degli anni novanta, la vettura proponeva una carrozzeria molto morbida, in cui l'accento veniva posto sul frontale, che sfoggiava doppi fari tondi ai lati di una calandra dal classico disegno Mercedes-Benz. Tutto ciò era in linea con quanto già visto due anni prima al lancio della berlina W210. In effetti, questa scelta stilistica serve ad accomunare stilisticamente i due modelli, in maniera tale da sottolineare il fatto che pur utilizzando la base meccanica della più economica W202, la nuova CLK era da intendere come una coupé che sicuramente non avrebbe fatto rimpiangere il modello precedente. Anche posteriormente, i fari ricordavano molto nel disegno la W210, piuttosto che la berlina compatta lanciata nel 1993.
Nel complesso, la CLK C208 riprendeva quasi del tutto fedelmente il prototipo 500CE di quattro anni prima.
L'abitacolo della CLK C208 tradiva chiaramente lo stile della Casa tedesca, poiché era in grado di offrire al contempo eleganza e sportività a profusione. Il posto guida era studiato per il massimo confort, grazie anche ai sedili regolabili elettricamente al millimetro. Leggermente disassato era invece il volante, piuttosto grande, mentre la plancia ed il cruscotto si mantenevano su impostazioni classiche e sobrie. Posteriormente, lo spazio per i passeggeri non era eccezionale, come spesso accade in vetture di questo tipo, ma due persone potevano comunque trovare posto abbastanza facilmente. Il vano bagagli era decisamente capiente, uno dei migliori nel segmento di appartenenza della CLK, e raggiunge una capienza di 450 litri, superiore addirittura alla capienza del vano bagagli di una BMW E39. In ogni caso, tale spazio può essere aumentato usufruendo dello schienale posteriore, ribaltabile asimmetricamente.

#### Motorizzazioni e meccanica
Come già sottolineato, la base meccanica della CLK prima serie era quella della Classe C W202: vengono quindi riproposte soluzioni meccaniche tipiche della berlina compatta, vale a dire l'avantreno a doppio braccio oscillante ed il retrotreno multilink. L'impianto frenante a dischi, autoventilanti davanti e pieni dietro, prevedeva di serie, oltre all'ABS, anche il BAS (Brake Assist System), che consentiva di massimizzare la forza frenante in caso di brusca frenata, così da minimizzare gli spazi di arresto. Lo sterzo era invece a circolazione di sfere, al contrario di quello a cremagliera previsto nelle contemporanee Classe C W202 e Classe E W210.
Al suo debutto, la CLK C208 veniva proposta in almeno tre motorizzazioni:
- CLK200: 2 litri aspirato da 136 CV;
- CLK200 Kompressor: 2 litri sovralimentato da un compressore volumetrico e con 192 CV cambio manuale;
- CLK230 Kompressor: 2.3 litri sovralimentato da un compressore volumetrico e con 193 CV cambio automatico;
- CLK320: 3.2 aspirato da 218 CV.

Per alcuni Paesi (U.S.A.) era prevista anche una quarta motorizzazione, ovvero la CLK 430 con motore V8 Benzina di 205 kW (279 CV) e cambio automatico. Non sono previsti invece motori diesel.
Tutti i motori sono accoppiati ad un cambio manuale a 5 marce, tranne quello di cilindrata maggiore, che invece offre di serie un automatico a 5 rapporti con convertitore di coppia.

### Evoluzione

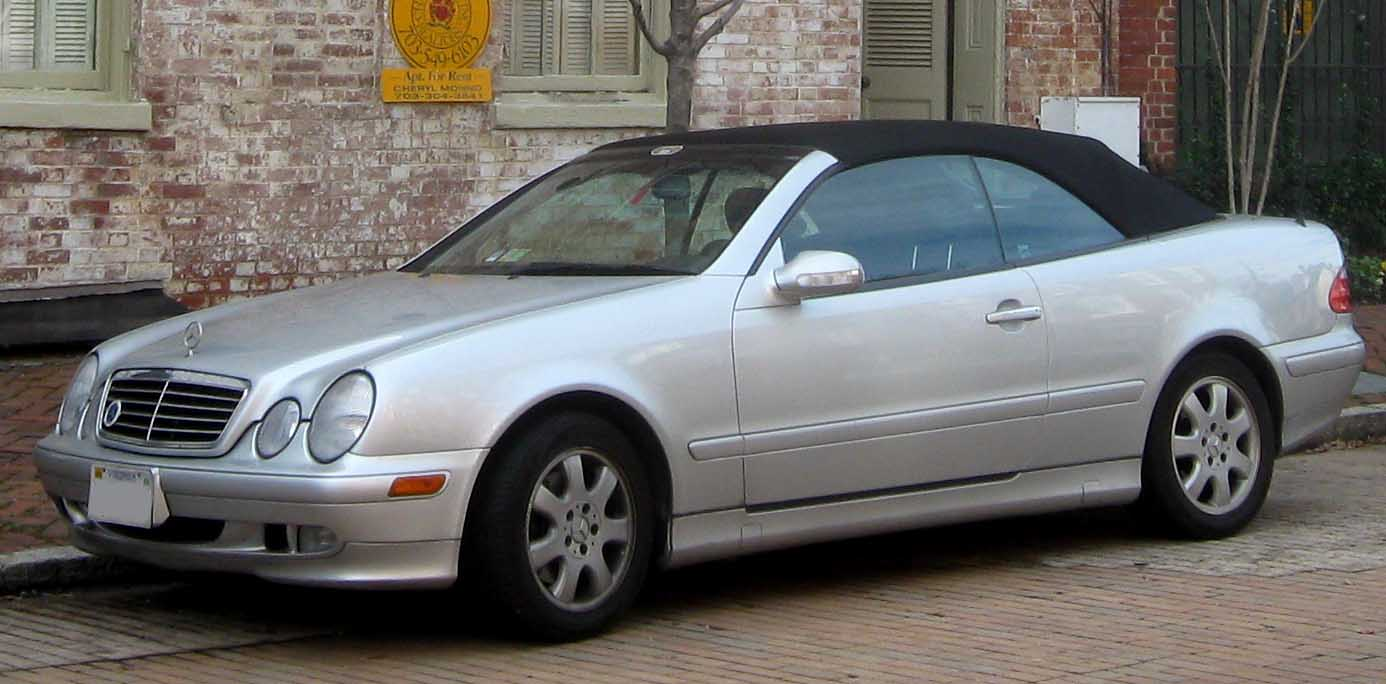
Una A208, ossia la CLK cabriolet prima serie

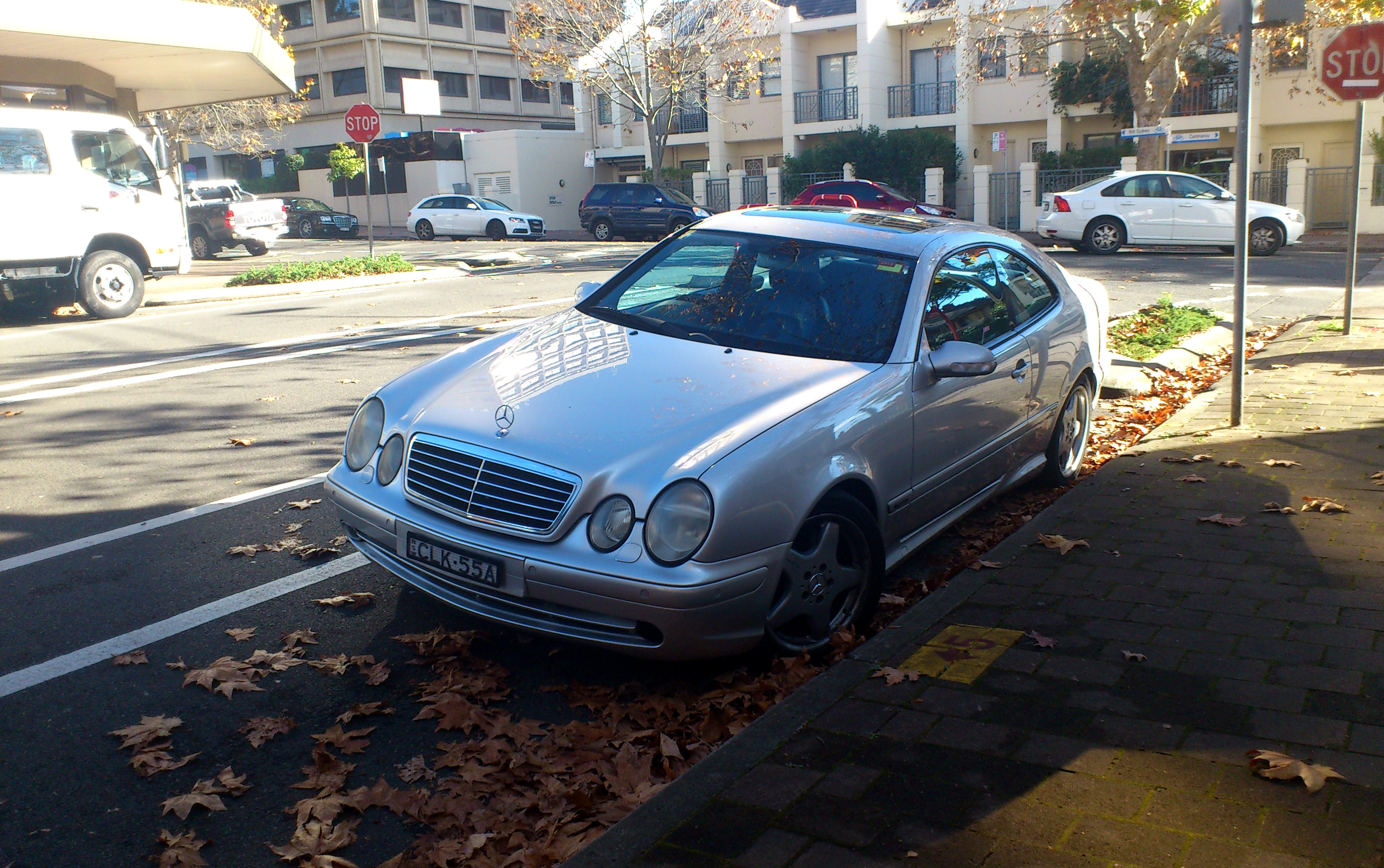
Una Mercedes-Benz CLK55 AMG

Fin dall'inizio, la C208 suscitò grande entusiasmo, e si accumularono letteralmente numerosi ordini, al punto da far salire i tempi di attesa in misura sensibile. I livelli di allestimento erano inizialmente due, Sport ed Elegance.
Nel mese di gennaio del 1998, di nuovo a Detroit,  viene presentata la CLK430, prima CLK dotata di un motore V8, in questo caso un 4.3 litri della serie M113. Tale modello è entrato regolarmente in listino nel mese di giugno. Nello stesso anno, al Salone di Ginevra, viene svelata la A208, ossia la versione cabriolet, che andrà ad inserirsi nello spazio vuoto creatosi con l'uscita di produzione della A124, non più in listino dal luglio 1997. Anche la versione aperta entrerà regolarmente in produzione nel mese di giugno del 1998 e sarà caratterizzata, oltre che dall'ampia capote a triplo strato, anche dai due roll-bar posteriori che in caso di ribaltamento fuoriescono automaticamente in un istante. Meno capiente il vano bagagli, poiché una parte di esso era stata sacrificata in favore dell'alloggiamento della capote, del sistema elettro-idraulico necessario al funzionamento e di una paratia di rinforzo strutturale. Le motorizzazioni della A208, ossia della CLK Cabriolet prima serie, riprendono esattamente quelle della coupé.
Nel settembre del 1999 si ha il restyling, consistente nell'adozione di alcuni particolari stilistici ripresi dall'ammiraglia W140, come gli specchietti retrovisori esterni con indicatore di direzione integrato. Ma le novità maggiori si hanno nell'abitacolo, grazie all'adozione di un volante multifunzione, del dispositivo ESP, del cruise control e del computer di bordo che fornisce anche indicazioni riguardanti il consumo istantaneo.
Dal punto di vista degli allestimenti, invece, sparisce il livello Sport, mentre arriva un nuovo livello denominato Avantgarde, che si posiziona al di sopra del livello Elegance.
Il mese successivo al restyling, la gamma si arricchisce con l'arrivo della versione rivista dalla AMG, il reparto sportivo Mercedes-Benz sito ad Affalterbach. Questa nuova versione, denominata CLK55 AMG, era equipaggiata con V8 da ben 5.4 litri in grado di erogare fino a 347 CV di potenza massima.
Dopo giugno 2000, le due versioni con motore da 2 litri vengono equipaggiate di un motore sovralimentato da compressore, con potenza di 163 CV. Questa versione e quella con motore da 2.3 litri sovralimentato vedono l'arrivo di un nuovo cambio manuale a 6 marce. La CLK230 Kompressor, invece, vede la sua potenza salire leggermente, portandosi a 197 CV.
Così impostata, la gamma CLK andò avanti senza più variazioni di sorta fino al 2002: nel mese di giugno di quell'anno, infatti, la C208 venne tolta di produzione e sostituita dal nuovo modello, la C209, mentre la A208 le sopravviverà di circa nove mesi, prima di essere sostituita, nel marzo 2003, dalla A209.

## Attività sportiva
La W208 è stata impiegata tra il 2000 e il 2003 nel campionato DTM. Tale versione era dotata di nuove appendici aerodinamiche per migliorare l'aerodinamica, sospensioni modificate per meglio adattarsi agli nuovi pneumatici sportivi Dunlop, nuovi sistemi di sicurezza omologati dalla FIA e un nuovo propulsore AMG V8 da 470 cv di potenza e coppia di 400 Nm gestito  da un cambio manuale a sei marce. Il corpo vettura era in fibra di carbonio al di sopra di un telaio tubolare in acciaio e l'impianto frenante era costituito da freni a disco carboceramici ventilati. Fu affidata ai piloti Bernd Schneider, Uwe Alzen, Marcel Fässler e Jean Alesi.

## Riepilogo caratteristiche
Di seguito viene proposta una tabella riepilogativa che riunisce tutte le caratteristiche principali delle varie versioni.
| Modello | Carrozzeria | Sigla telaio | Motore                  | Cilindrata cm³ | Potenza CV/rpm | Coppia Nm/rpm  | Cambio/ N°rapporti | Massa a vuoto (kg) | Velocità max | Acceler. 0–100 km/h | Consumo (l/100 km) | Anni di produzione |
| CLK 200 | Coupé       | 208.335      | M111E20 (111.945)       | 1998           | 136/5500       | 190/ 3700-4500 | M/5                | 1.310              | 208          | 11"                 | 9.4                | 04/97-06/2000      |
| CLK 200 | Cabriolet   | 208.435      | M111E20 (111.945)       | 1998           | 136/5500       | 190/ 3700-4500 | M/5                | 1.500              | 204          | 12"2                | 9.8                | 05/98-08/2000      |
| CLK 200 Kompressor1                                                                                                  | Coupé       | 208.345      | M111E20ML (111.944)     | 1998           | 192/5300       | 270/ 2500-4800 | M/5                | 1.320              | 233          | 8"4                 | 9.5                | 04/97-06/2000      |
| CLK 200 Kompressor1                                                                                                  | Cabriolet   | 208.445      | M111E20ML (111.944)     | 1998           | 192/5300       | 270/ 2500-4800 | M/5                | 1.520              | 230          | 9"1                 | 9.9                | 05/98-06/2000      |
| CLK 200 Kompressor EVO                                                                                               | Coupé       | 208.344      | M111E20ML EVO (111.956) | 1998           | 163/5300       | 230/ 2500-4800 | M/6                | 1.340              | 223          | 9"1                 | 9.4                | 05/2000-06/2002    |
| CLK 200 Kompressor EVO                                                                                               | Cabriolet   | 208.444      | M111E20ML EVO (111.956) | 1998           | 163/5300       | 230/ 2500-4800 | M/6                | 1.540              | 218          | 9"9                 | 9.5                | 05/2000-03/2003    |
| CLK 230 Kompressor                                                                                                   | Coupé       | 208.347      | M111E23ML (111.975 ME)  | 2295           | 193/5300       | 280/ 2500-4800 | M/5                | 1.350              | 234          | 8"4                 | 9.8                | 04/97-06/2000      |
| CLK 230 Kompressor                                                                                                   | Cabriolet   | 208.447      | M111E23ML (111.975 ME)  | 2295           | 193/5300       | 280/ 2500-4800 | M/5                | 1.550              | 230          | 9"1                 | 10.2               | 05/98-06/2000      |
| CLK 230 Kompressor EVO                                                                                               | Coupé       | 208.348      | M111E23ML EVO (111.982) | 2295           | 197/5500       | 280/ 2500-4800 | M/6                | 1.370              | 236          | 7"9                 | 9.6                | 05/2000-06/2002    |
| CLK 230 Kompressor EVO                                                                                               | Cabriolet   | 208.448      | M111E23ML EVO (111.982) | 2295           | 197/5500       | 280/ 2500-4800 | M/6                | 1.570              | 233          | 8"7                 | 9.6                | 05/2000-03/2003    |
| CLK 320 | Coupé       | 208.365      | M112E32 (112.940 ME)    | 3199           | 218/5700       | 310/ 3000-4600 | A/5                | 1.420              | 242          | 7"4                 | 10.1               | 05/97-06/2002      |
| CLK 320 | Cabriolet   | 208.465      | M112E32 (112.940 ME)    | 3199           | 218/5700       | 310/ 3000-4600 | A/5                | 1.620              | 236          | 8"3                 | 10.9               | 05/98-03/2003      |
| CLK 430 | Coupé       | 208.370      | M113E43 (113.943 ME)    | 4266           | 279/5750       | 400/ 3000-4400 | A/5                | 1.480              | 250          | 6"4                 | 11.4               | 06/98-06/2002      |
| CLK 430 | Cabriolet   | 208.470      | M113E43 (113.943 ME)    | 4266           | 279/5750       | 400/ 3000-4400 | A/5                | 1.680              | 250          | 7"4                 | 12.2               | 07/99-03/2003      |
| CLK55 AMG | Coupé       | 208.374      | M113E54 (113.984)       | 5439           | 347/5500       | 510/ 3000-4300 | A/5                | 1.545              | 250          | 5"4                 | 11.6               | 10/99-06/2002      |
| CLK55 AMG | Cabriolet²  | 208.474      | M113E54 (113.984)       | 5439           | 347/5500       | 510/ 3000-4300 | A/5                | 1.680              | 250          | 6"2                 | 11.7               | 10/99-03/2003      |
| 1Solo per: Italia, Portogallo, Grecia, Turchia, Ungheria, Bulgaria, Croazia e Macedonia ²Non per il mercato italiano |             |              |                         |                |                |                |                    |                    |              |                     |                    |                    |